# Ponte Vecchio (Bassano del Grappa)
Pour les articles homonymes, voir Ponte Vecchio (homonymie).
Le Ponte Vecchio ou Ponte di Bassano ou Ponte degli Alpini est considéré comme un des ponts les plus caractéristiques d'Italie. Il franchit le Brenta dans la ville de Bassano del Grappa, en province de Vicence.

## Histoire
Mentionné dès 1209 par Gerardo Maurizio, il est entièrement construit en bois et a subi de nombreuses interventions et reconstructions depuis son origine. Il constituait depuis l'Antiquité le principal axe de communications entre Bassano et Vicence.
Son aspect actuel est basé sur un projet d'Andrea Palladio de 1569.
Un chant populaire lui est aussi dédié par les Alpini.

### Projet de Palladio
En octobre de 1567, une importante crue du fleuve emporta le pont historique préexistant. Après son effondrement, l'architecte Andrea Palladio est engagé pour sa reconstruction. Il projeta d'abord un pont en pierre complètement différent du précèdent, à trois arcades sur le modèle des ponts romains antiques. Le Conseil communal bloqua toutefois le projet, indiquant à l'architecte de ne pas trop s'éloigner de l'ouvrage traditionnel.
L'été 1569, Palladio présenta donc un second projet définitif d'un pont en bois qui rappelait en pratique la structure précédente, quoique radicalement rénovée quant aux solutions techniques et structurelles, et d'un grand impact visuel. L'unique clin d'œil au langage architectonique est l'usage de colonnes toscanes comme soutiens de l'architrave qui porte la couverture.

### Démolition et reconstruction
L'efficacité technologique de la structure palladienne permet au pont de résister presque deux cents ans, pour ne s'effondrer qu'à la suite d'une crue tumultueuse du Brenta du 19 août 1748. Le pont fut reconstruit par Bartholomeo Ferracino suivant fidèlement le dessin palladien. Puis en 1813, le pont fut incendié par le vice-roi Eugène de Beauharnais et successivement réédifié en 1821 par Angelo Casarotti, toujours à l'identique.
Durant la Première Guerre mondiale, les troupes italiennes du général Luigi Cadorna passèrent sur ce pont pour aller défendre les territoires de l'Altopiano dei Sette Comuni (de cet évènement naît le surnom du « pont des Alpini »). Le pont fut rasé pour la troisième fois en 1945 par les partisans italiens. Il fut une nouvelle fois reconstruit en 1947 selon le dessin original de Palladio.
Enfin, le pont fut de nouveau gravement endommagé par une crue exceptionnelle alluvionnaire du 4 novembre 1966, à la suite de laquelle est effectuée une restauration structurelle systématique.

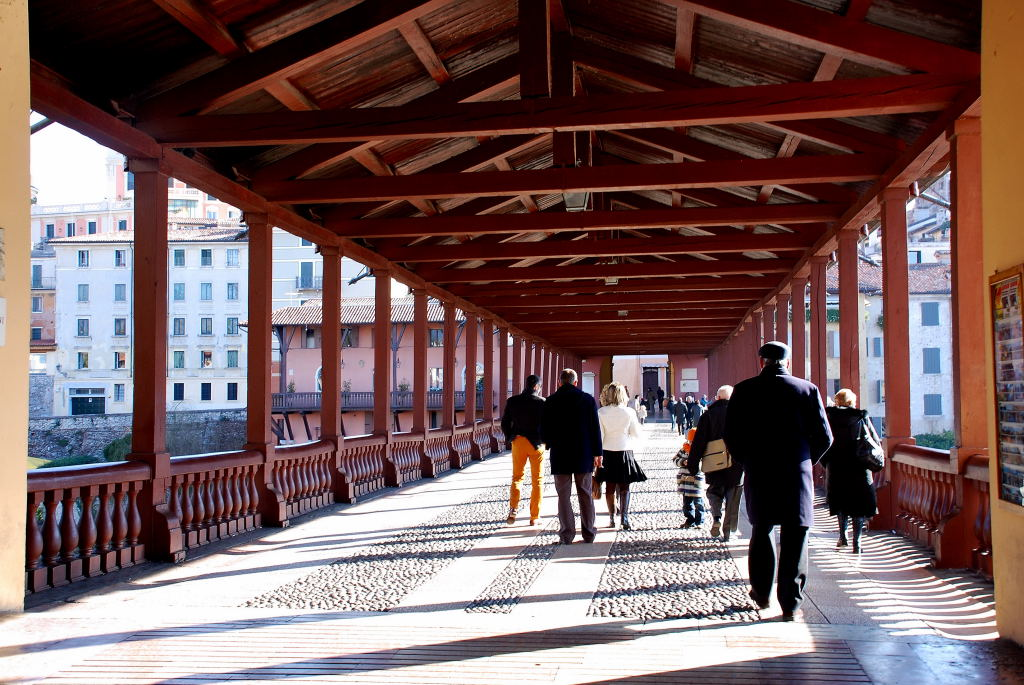
Vue de la chaussée couverte avec sa structure de poutres en bois.
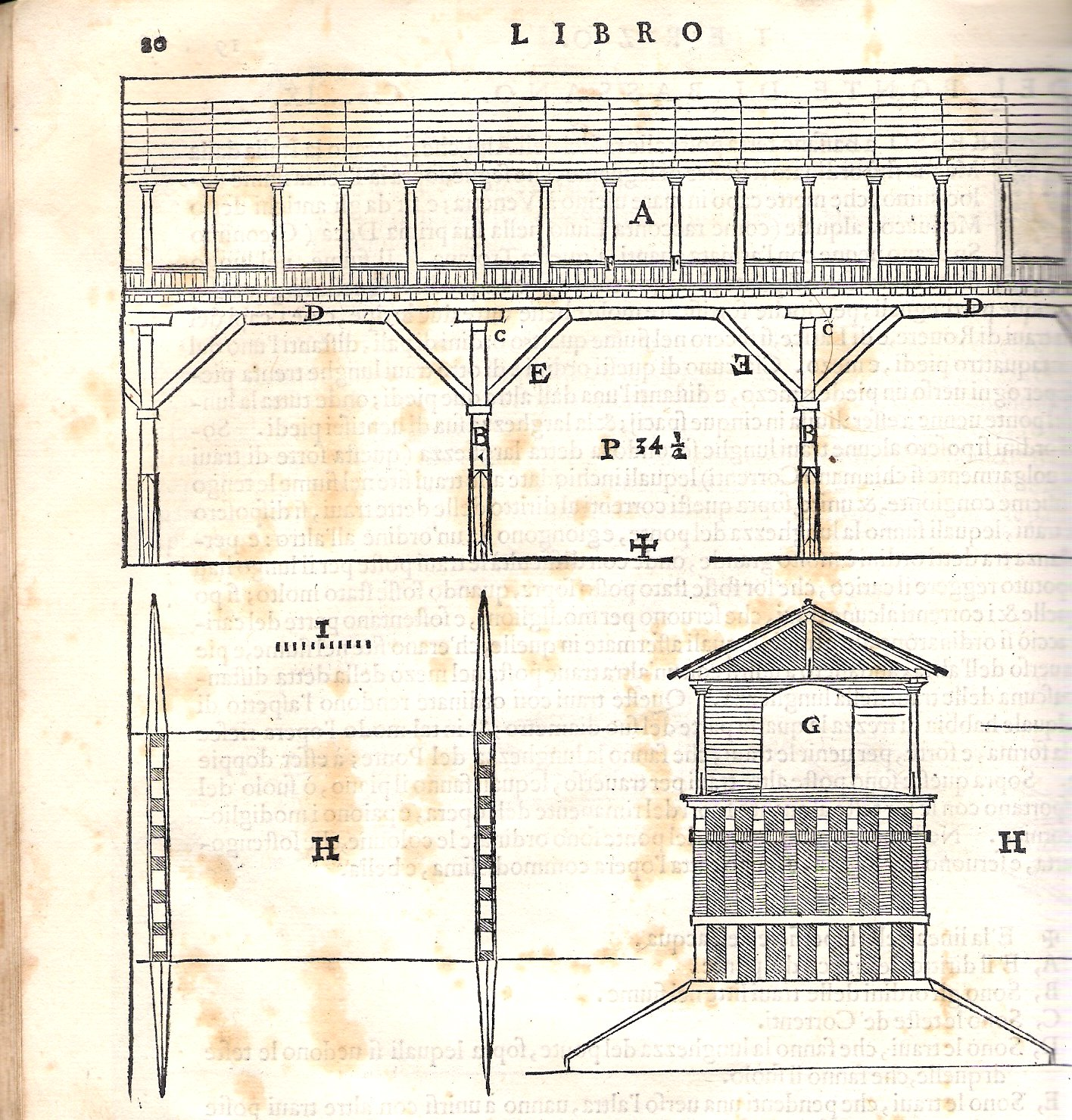
Le pont dans Les Quatre Livres de l'architecture (livre III) publiés par Palladio en 1570.
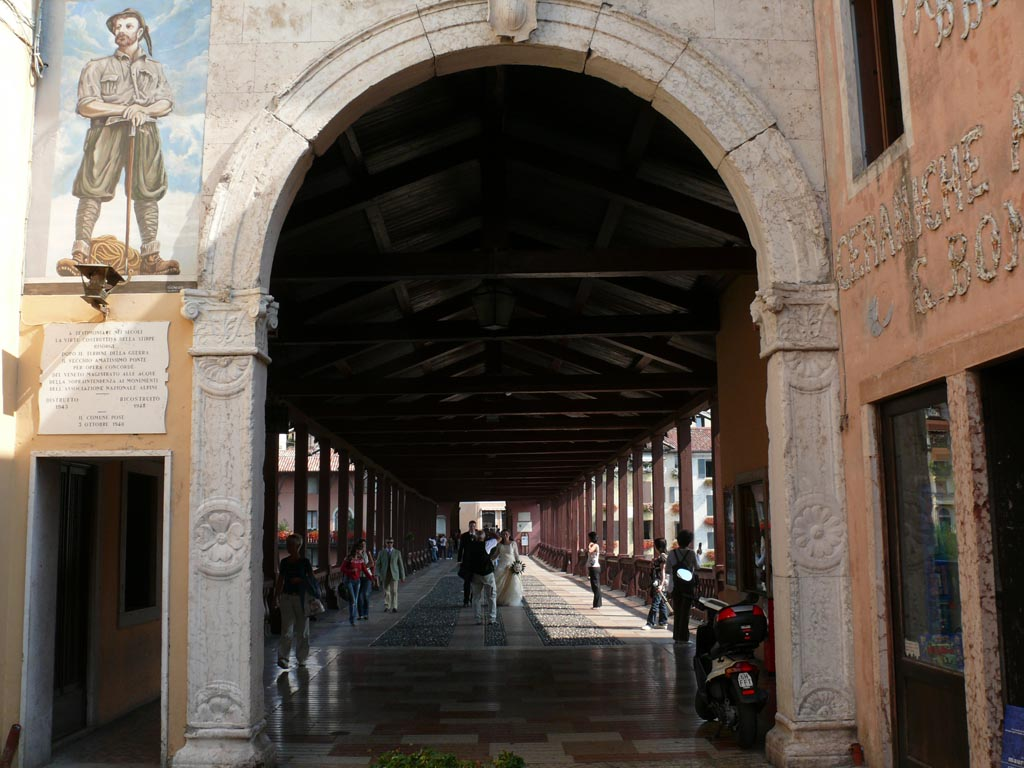
La culée du pont.

## Sources
- (it) Cet article est partiellement ou en totalité issu de l’article de Wikipédia en italien intitulé « Ponte Vecchio (Bassano del Grappa) » (voir la liste des auteurs).